# Leucanitis indecora
Leucanitis indecora là một loài bướm đêm trong họ Noctuidae.